# Івиця Краль
Івиця Краль (серб. Ивица Краљ (Ivica Kralj), нар. 26 березня 1973, Тіват) — югославський та чорногорський футболіст, воротар.
Насамперед відомий виступами за клуби «Партизан» та ПСВ, а також національну збірну Югославії.

## Клубна кар'єра
У дорослому футболі дебютував 1989 року виступами за команду клубу «Арсенал» (Тиват), в якій провів три сезони, взявши участь у 25 матчах чемпіонату. 
Згодом з 1992 по 1998 рік грав у складі команд клубів «Партизан» та «Ястребац» (Ніш).
Протягом 1998—1999 років захищав кольори команди клубу «Порту».
У 2000 році уклав контракт з клубом ПСВ, у складі якого провів наступні два роки своєї кар'єри гравця. 
З 2002 року знову, цього разу п'ять сезонів захищав кольори команди клубу «Партизан». 
Протягом 2007 року захищав кольори команди клубу «Ростов».
Завершив професійну ігрову кар'єру у клубі «Спартак» (Трнава), за команду якого виступав протягом 2008—2010 років.

## Виступи за збірну
У 1996 році дебютував в офіційних матчах у складі національної збірної Югославії. Протягом кар'єри у національній команді, яка тривала 7 років, провів у формі головної команди країни 41 матч.
У складі збірної був учасником чемпіонату світу 1998 року у Франції, чемпіонату Європи 2000 року у Бельгії та Нідерландах.

## Досягнення
- Чемпіон Югославії (2):

«Партизан»: 1995–96, 1996–97
- Володар Кубка Югославії (2):

«Партизан»: 1997–98, 2000–01
- Володар Суперкубка Португалії (1):

«Порту»: 1998
- Чемпіон Нідерландів (2):

ПСВ: 1999–2000, 2001–02
- Володар Суперкубка Нідерландів (2):

ПСВ: 2000, 2001
- Чемпіон Сербії і Чорногорії (1):

«Партизан»: 2004–05